# Astyanax orthodus
Astyanax orthodus är en fiskart som beskrevs av Eigenmann, 1907. Astyanax orthodus ingår i släktet Astyanax och familjen Characidae. Inga underarter finns listade.